# Mühlenstraße 20 (Quedlinburg)

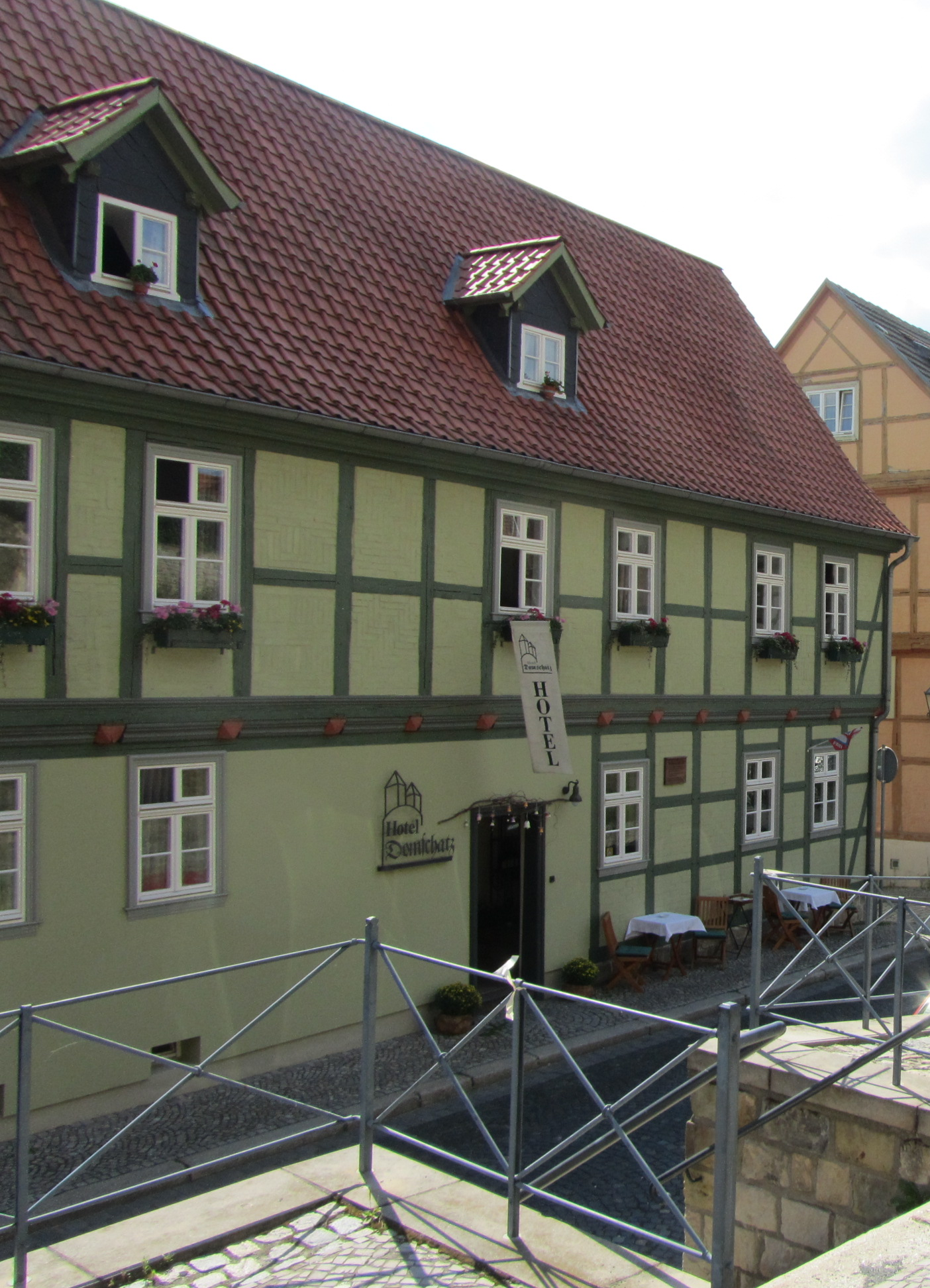
Haus Mühlenstraße 20

Das Haus Mühlenstraße 20 ist ein denkmalgeschütztes Gebäude in der Stadt Quedlinburg in Sachsen-Anhalt. Es wird heute als Hotel Domschatz betrieben.

## Lage
Es befindet sich südlich des Quedlinburger Schlossbergs an der Einmündung der Rittergasse in die Mühlenstraße. Das Haus gehört zum UNESCO-Weltkulturerbe und ist im Quedlinburger Denkmalverzeichnis eingetragen. Südlich des Hauses verläuft der Mühlengraben. Östlich befindet sich das gleichfalls denkmalgeschützte Haus Mühlenstraße 19.

## Architektur und Geschichte
Das zweigeschossige Fachwerkhaus entstand nach einer Bauinschrift im Jahr 1789. An seiner Fachwerkfassade finden sich Pyramidenbalkenköpfe, die sich sonst nur an erheblich älteren Gebäuden finden. Der östliche Teil des Erdgeschosses ist in massiver Bauweise errichtet.
Am 10. Februar 1853 wurde im Haus der Quedlinburger Bildhauer Richard Anders geboren. Das Gebäude wurde zu dieser Zeit als Kunst Nr. 169 bezeichnet.
Der heutige Bau stellt nach einer umfangreichen Sanierung eine weitgehende Rekonstruktion dar. Das ursprünglich als Wohnhaus errichtete Gebäude wird heute als Hotel genutzt.